# Culgoa River
Der Culgoa River ist ein Fluss im Süden des australischen Bundesstaates Queensland und im Norden von New South Wales. Er ist ein Quellfluss des Darling River.
Bei Dirranbandi in Queensland entsteht er aus der Flussaue des Balonne River hervor und fließt mit geringem Gefälle nach Südwesten. Bei Brenda überschreitet er die Grenze nach New South Wales. Westlich von Brenda befinden sich der Culgoa-Floodplain-Nationalpark in Queensland und der Culgoa-Nationalpark in New South Wales.
Östlich von Warraweena vereinigt sich der Culgoa River mit dem aus Osten kommenden Barwon River zum Darling River.